# Sherman Township (comté de Jasper, Iowa)
Pour les articles homonymes, voir Sherman Township et Sherman.
Sherman Township est un township du comté de Jasper en Iowa, aux États-Unis,.
Le township est fondé en 1868.

## Source de la traduction
- (en) Cet article est partiellement ou en totalité issu de l’article de Wikipédia en anglais intitulé « Sherman Township, Jasper County, Iowa » (voir la liste des auteurs).